# Acanthomyops creightoni
Acanthomyops creightoni é uma espécie de inseto do gênero Acanthomyops, pertencente à família Formicidae.